# Wanted: Live in Concert
| Recensione               | Giudizio |
| ------------------------ | -------- |
| Allmusic                 | [ 1 ]    |
| Christgau's Record Guide | A–       |

Wanted: Live in Concert, conosciuto anche come Wanted/Richard Pryor - Live In Concert, è un album dal vivo dell'attore statunitense Richard Pryor, pubblicato nel 1978 dalla Warner Bros.

## Descrizione
Prodotto da Pryor e Biff Dawes, il doppio album documenta gli spettacoli di cabaret fatti da Pryor durante la sua tournée del 1978. Due spettacoli del tour furono filmati a Long Beach, California; per andare a costituire il film Richard Pryor: Live in Concert, distribuito nelle sale nel 1979.
Le tracce A2, B3, C1, C3-C4, D1-D2 e D5 sono state registrate al John F. Kennedy Center for the Performing Arts di Washington, il 3 settembre 1978. Le tracce A1-A3, B1-B2, B4, C2 e D4 sono state registrate al City Center of Music and Drama di New York, il 19 settembre 1978; tracce A4 e D3 sono state registrate all'Auditorium Theatre di Chicago, Illinois, il 28 settembre 1978.
Nel 1980 l'album fu candidato al premio Grammy nella categoria Grammy Award for Best Comedy Album. Nel 2017 Wanted: Live in Concert è stato selezionato per la preservazione nel National Film Registry della Biblioteca del Congresso degli Stati Uniti d'America per le sue qualità "culturali, storiche, o estetiche".

## Tracce
Lato A
1. New Year's Eve - 3:54
2. White And Black People - 7:59
3. Black Funerals - 2:55
4. Discipline - 8:00

Lato B
1. Heart Attacks - 8:11
2. Ali - 4:11
3. Keeping In Shape - 6:48
4. Leon Spinks - 5:09

Lato C
1. Dogs And Horses - 5:50
2. Jim Brown - 4:43
3. Monkeys - 4:05
4. Kids - 3:50

Lato D
1. Nature - 3:31
2. Things In The Woods - 3:13
3. Deer Hunter - 3:02
4. Chinese Food - 3:23
5. Being Sensitive - 7:54